# Закорко, Николай Тихонович
Никола́й Ти́хонович Зако́рко (19 декабря 1903 — 25 апреля 1978) — советский военный деятель, железнодорожник, генерал-директор движения 2-го ранга, Герой Социалистического Труда.
Долгое время был начальником Сталинской железной дороги, затем — Юго-Восточной железной дороги, почётный железнодорожник.

## Биография
Родился 19 декабря 1903 года на станции Баглей Екатеринославской губернии (ныне город Каменское) в семье железнодорожника.
В 1920 году начал работать на железнодорожном транспорте учеником телеграфиста станции Баглей. В 1924 году перешёл в Екатеринославское паровозное депо, там был помощником машиниста паровоза. В 1930 году окончил курсы дежурных по станции, стал работать дежурным, затем заместителем начальника станции Горяиново. В январе 1932 года стал диспетчером Днепропетровского отделения движения. На этой должности Закорко стал известным новатором на транспорте.
Николай Тихонович обеспечивал ускоренный пропуск поездов, добивался повышения их участковой скорости в 1,5 раза. Ему удалось разработать правила, которыми должен руководствоваться диспетчер в новых условиях.
8 декабря 1935 года «за инициативу в деле развертывания стахановского движения среди диспетчеров-эксплуатационников железнодорожного транспорта» был награждён орденом Трудового Красного Знамени.
В июле 1936 года стал начальником станции Днепропетровск (Сталинская железная дорога). В июне 1937 года стал начальником Симферопольского отделения движения, в январе 1938 года занял пост заместителя начальника Сталинской железной дороги.
В мае 1938 года занял должность начальника Сталинской магистрали. С его приходом на дороге значительно улучшилась работа многих станционных коллективов.
С первых часов Великой Отечественной войны коллектив дороги работал в условиях вражеских бомбёжек. В начале августа 1941 года магистраль прекратила работу из-за начавшихся боевых действий. В этих сложных условиях Закорко проделал большую работу для обеспечения эвакуации важных оборонных заводов.
С октября 1941 года — уполномоченный Наркомата путей сообщения по Сталинградской железной дороге. С 3 декабря 1941 года — начальник железной дороги имени Л. М. Кагановича.
С августа 1942 года — начальник железной дороги имени В. М. Молотова, а 2 октября 1943 года был вновь назначен на должность начальника Сталинской дороги.
Указом Президиума Верховного Совета СССР от 5 ноября 1943 года за особые заслуги в обеспечении перевозок для фронта и выдающиеся достижения в восстановлении железнодорожного транспорта в условиях военного времени Закорко Николаю Тихоновичу было присвоено звание Героя Социалистического Труда.
Под руководством Закорко были осуществлены работы по восстановлению железнодорожных станций, локомотивного, вагонного, энергетического и других хозяйств, в короткие сроки были восстановлены мосты через Днепр у Днепропетровска (длиной 1374 метра) и у Запорожья (длиной 1128 метров). Были развёрнуты работы по увеличению пропуска поездов для обеспечения наступления советских войск в Правобережной Украине.
Закорко продолжал занимать пост начальника Сталинской железной дорогой ещё 5 лет после победы. В 1950 году стал заместителем начальника Рязано-Уральской железной дороги.
С 1953 года — начальник Юго-Восточной железной дороги. В 1959 году ушёл на пенсию.
Последние годы жил в городе Москве. Умер 25 апреля 1978 года. Похоронен на Калитниковском кладбище.

## Награды и почётные звания
- медаль «Серп и Молот» № 218
- 4 ордена Ленина (один из них — № 50112)
- 2 ордена Трудового Красного Знамени
- орден Суворова II степени
- орден Отечественной войны I степени
- орден Отечественной войны II степени
- орден Красной Звезды
- Почётный железнодорожник
- другие награды